# Lophodolos
Lophodolos es un género de peces oníricos de la familia Oneirodidae, del orden Lophiiformes. Fue reconocida por primera vez en 1909, por Richard E. Lloyd.

## Especies
Especies reconocidas
- Lophodolos acanthognathus Regan, 1925
- Lophodolos indicus Lloyd, 1909

### Lectura recomendada
- Eschmeyer, William N., ed. 1998. Catalog of Fishes. Special Publication of the Center for Biodiversity Research and Information, no. 1, vol 1-3. 2905.